# Obří hřeben
Obří hřeben (polsky Czarny Grzbiet, německy Riesenkamm) je horský hřeben nacházející se v Krkonoších (Podřazené celky Krkonošské hřbety / Slezský hřbet / Východní Slezský hřbet).
Obří hřeben je součástí hlavního krkonošského hřebenu. Orientován je přibližně ze západu na východ a ohraničen ze západu nejvyšší horou Krkonoš Sněžkou a z východu Svorovou horou. Vzdálenost obou přilehlých vrcholů přesahuje dva kilometry. Oba svahy hřebenu jsou prudké a se značným převýšením, zejména severní spadající do polského krkonošského podhůří. Jižní svah uzavírá severní konec Lvího dolu.
Osou hřebenu prochází jednak státní hranice mezi Českou republikou a Polskem a jednak hlavní evropské rozvodí mezi Severním a Baltským mořem. Jižní svah odvodňuje Jelení potok, který je přítokem Malé Úpy, severní polský potok Lomnička. Hřeben se nachází na území polského i českého Krkonošského národního parku.
Vrcholová partie Obřího hřebenu je porostlá klečí. Jeho osou prochází cesta vhodná pouze pro pěší. Je po ní vedena červeně značená Cesta česko-polského přátelství a s ní souběžná polská modrá trasa. Obě spojují Sněžku s Pomezními Boudami. Jižním svahem je vedena zeleně značená turistická trasa Travers spojující chatu Jelenka s Růžovou horou. Na hřebenu se nenacházejí žádné stavby.
V únoru 1945 havarovalo na jižním úbočí Obřího hřebenu ve sněhové vánici letadlo Junkers Ju 52/3m přepravující zraněné německé vojáky z Breslau (dnešní Vratislav). Zahynulo více než dvacet osob, několika mužům se díky tyčovému značení na Traversu podařilo dostat na Růžohorky. Zbylé trosky letadla včetně motorů byly v září 1998 vrtulníkem přeneseny do Malé Úpy, kde je část ve zdejším informačním centru vystavena. Nehodě je věnován malý pomníček v těsné blízkosti Traversu.

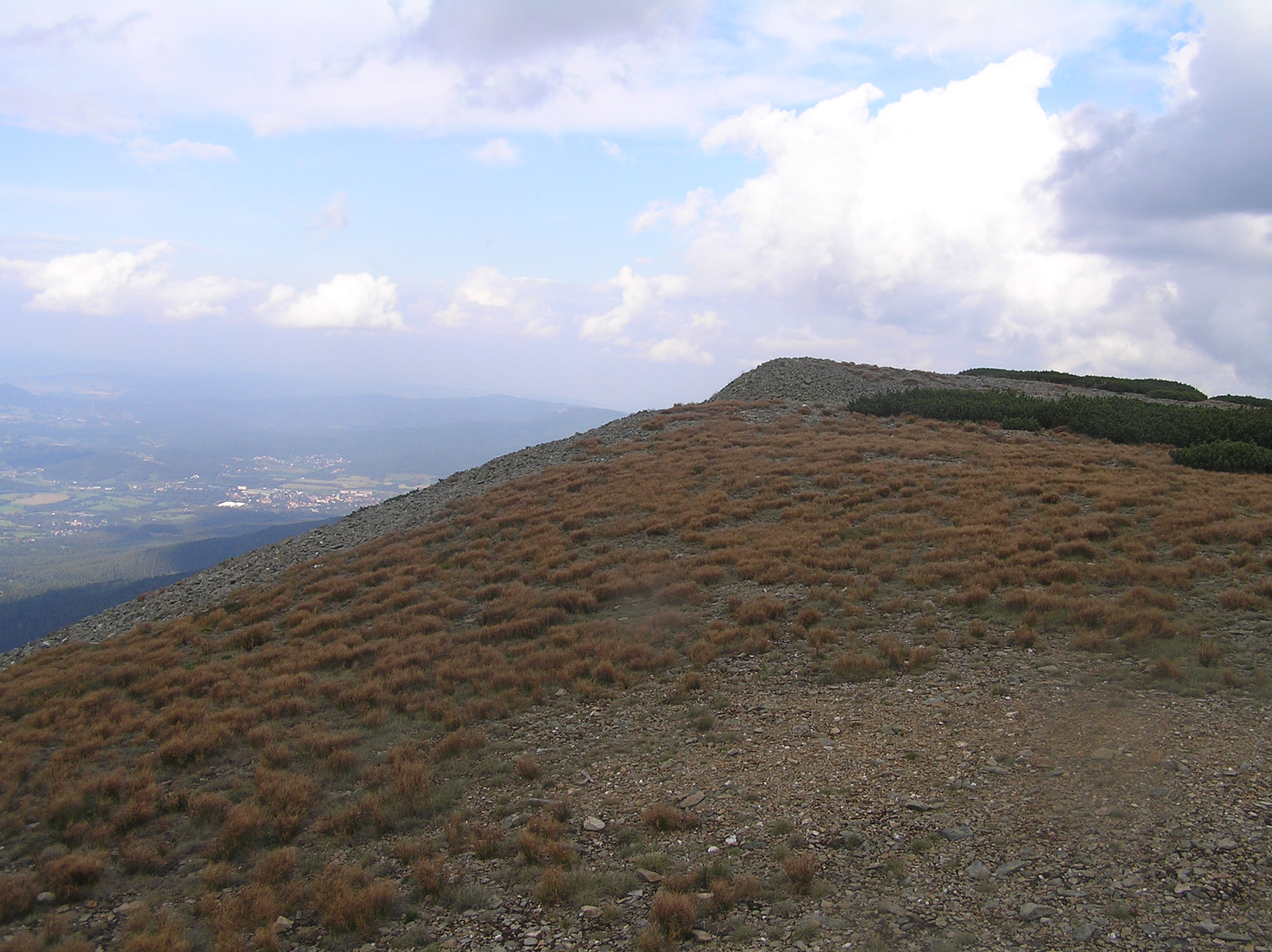
Vyfoukávaný alpínský trávník se sítinou trojklanou (Juncus trifidus) na Obřím hřebeni
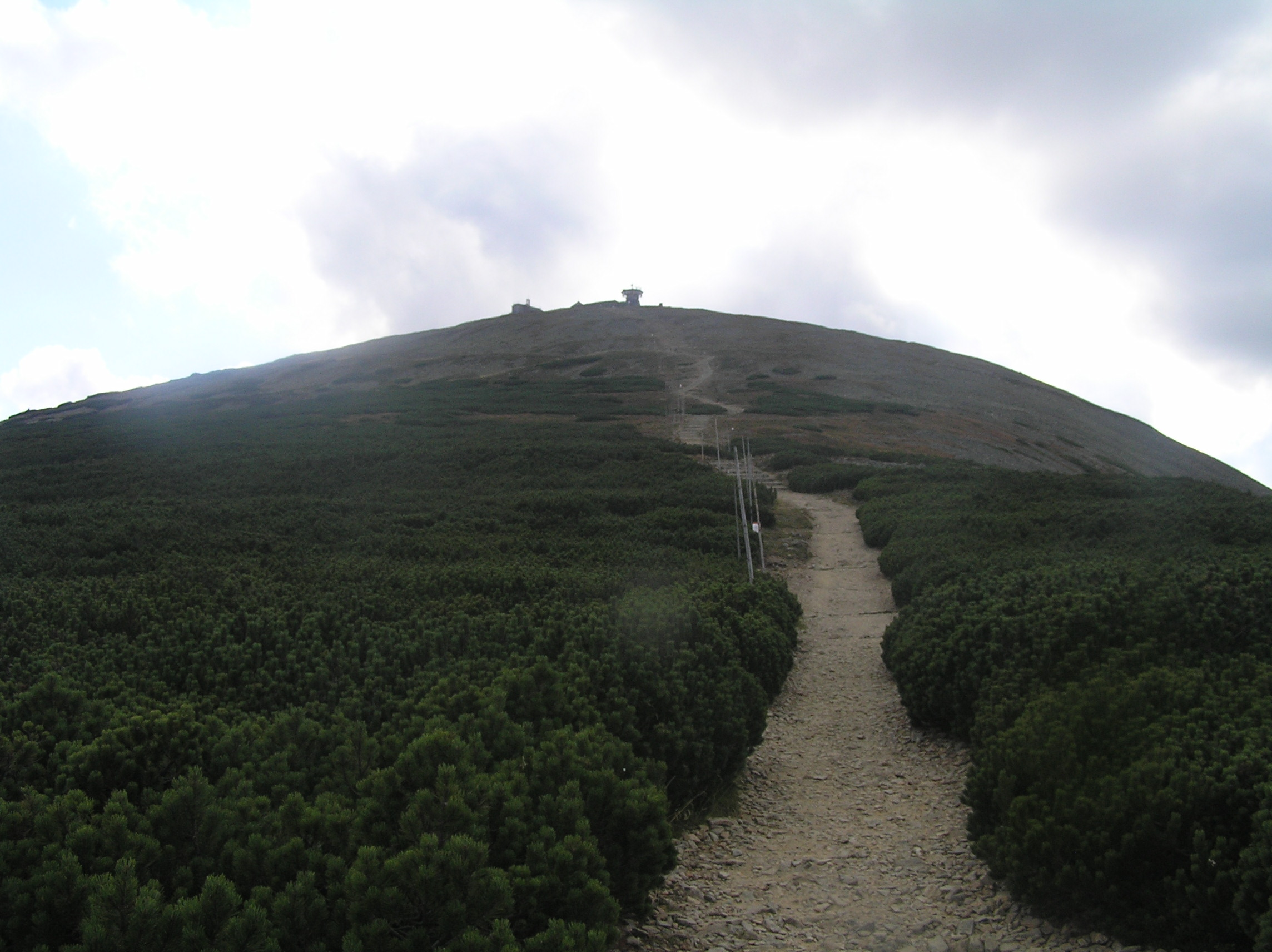
Pohled z Obřího hřebene na Sněžku
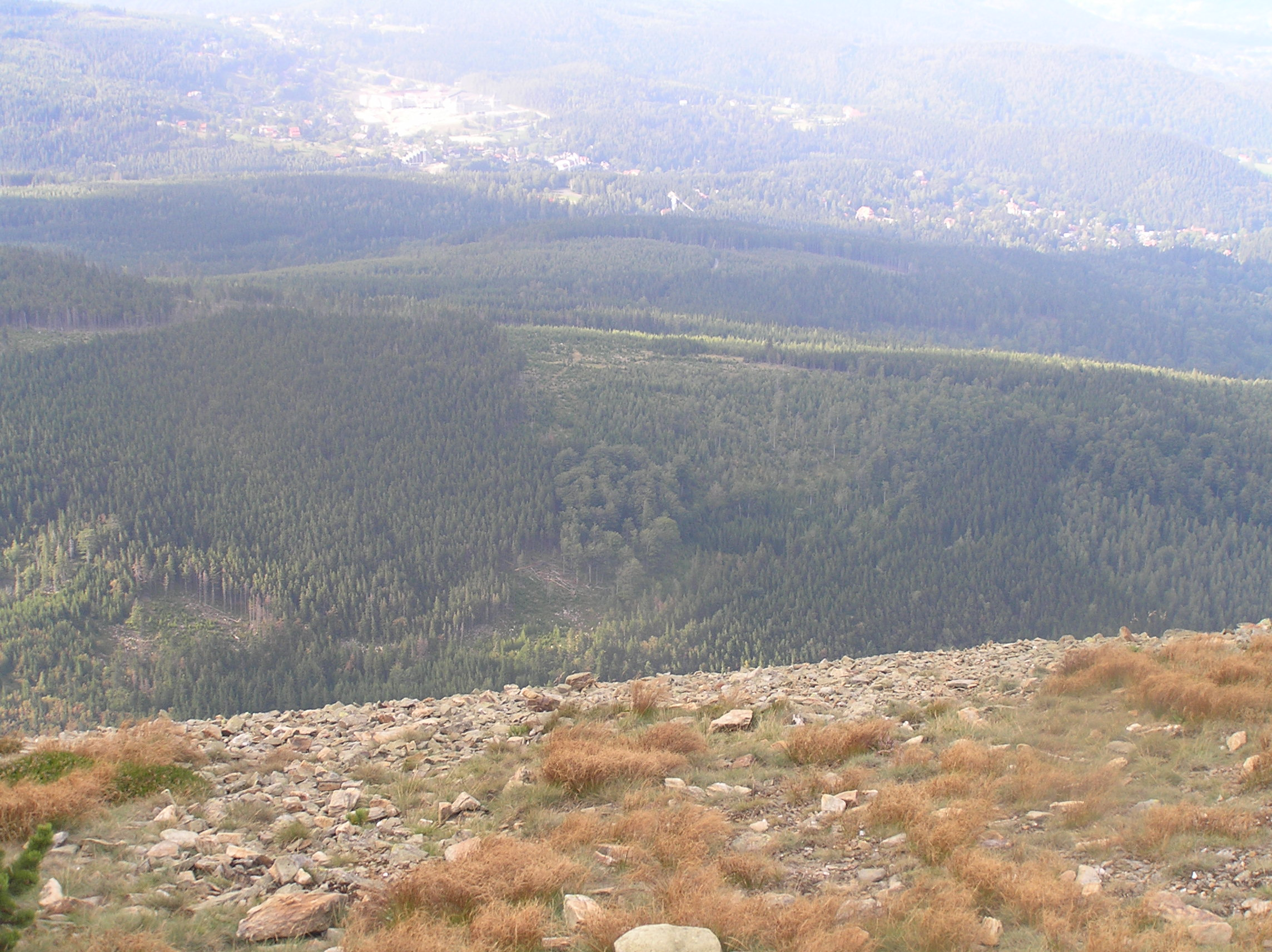
Pohled z Obřího hřebene do Polska
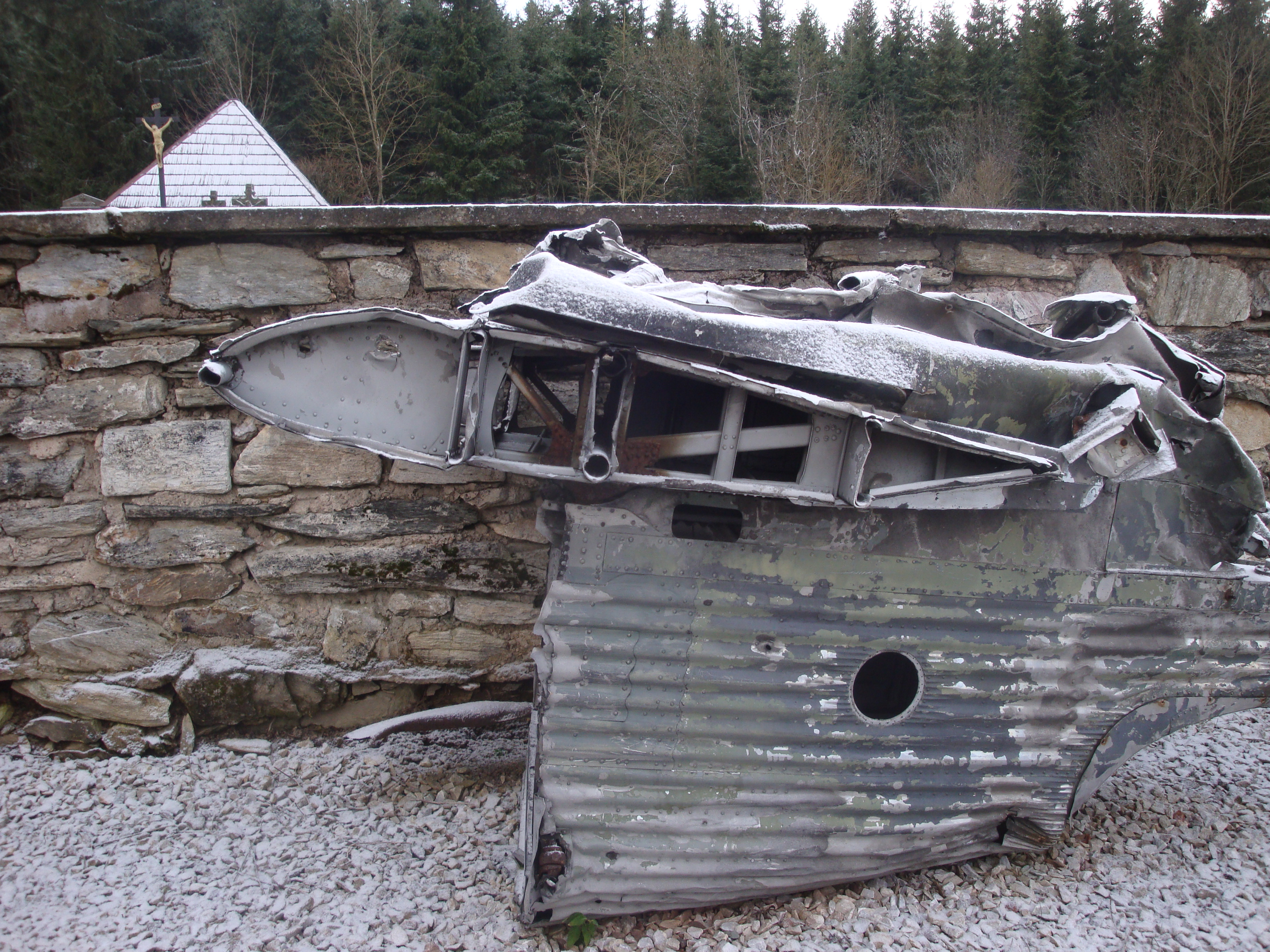
Část vraku Ju 52 v Malé Úpě